# Pelexia arrabidae
Pelexia arrabidae är en orkidéart som först beskrevs av Heinrich Gustav Reichenbach, och fick sitt nu gällande namn av Leslie Andrew Garay. Pelexia arrabidae ingår i släktet Pelexia och familjen orkidéer. Inga underarter finns listade i Catalogue of Life.